# Phare de Bari
Le phare de Bari, ou phare de la pointe San Cataldo de Bari (en italien : Faro di Punta san Cataldo di Bari) est un phare situé à Punta San Cataldo, à la base de la jetée ouest du port de Bari, dans la région des Pouilles, en Italie. Il est géré par la Marina Militare.

## Histoire
Haut de 62 m, c'est l'un des plus grands phares d'Italie et l'un des vingt plus hauts « phares traditionnels » du monde.Relié au réseau électrique il est automatisé.

## Description
Le phare  est une tour octogonale en pierre de 62 m de haut, avec galerie et lanterne, surmontant une maison de gardien de deux étages. Le phare est peint en blanc et le dôme de la lanterne est gris métallique. Il émet, à une hauteur focale de 68 m, trois éclats blancs toutes les 20 secondes. Sa portée est de 24 milles nautiques (environ 44 km) pour le feu principal et 18 milles nautiques (environ 33 km) pour le feu de veille.
Identifiant : ARLHS : ITA-141 ; EF-3702 - Amirauté : E2232 - NGA : 113-10892 .
|                   |
| Punta San Cataldo |

|          |
| Le phare |

## Caractéristiques dufeu maritime
Fréquence : 20 s (W-W-W)
- Lumière : 0.2 seconde
- Obscurité : 3.8 secondes
- Lumière : 0.2 seconde
- Obscurité : 3.8 secondes
- Lumière : 0.2 seconde
- Obscurité : 11.8 secondes

### Lien connexe
- Liste des phares de l'Italie